# Эль-Уэд (вилайет)
Эль-Уэ́д (араб. ولاية الوادي‎) — вилайет в восточной части Алжира.
Административный центр вилайета — город Эль-Уэд.

## Географическое положение
Вилайет Эль-Уэд расположен в пустыне Сахара на восточной границе Алжира c Тунисом. Недалеко от города Эль-Мегайер расположено крупное бессточное солёное озеро Мельгир.
Эль-Уэд граничит с вилайетами Хеншела и Тебесса на севере, Бискра на северо-западе, Джельфа на юго-западе, Уаргла на юге.

## Административное деление
Вилайет разделен на 12 округов и 30 коммун.

### Округа

Округа вилайета Эль-Уэд.

| №  | Округ                        | Число коммун |
| -- | ---------------------------- | ------------ |
| 1  | Баядха (Bayadha)             | 1            |
| 2  | Дебила (Debila)              | 2            |
| 3  | Джамаа (Djamaa)              | 4            |
| 4  | Эль-Мегайр (El M'Ghair)      | 4            |
| 5  | Эль-Уэд (El Oued)            | 2            |
| 6  | Гуемар (Guemar)              | 3            |
| 7  | Хасси-Халифа (Hassi Khalifa) | 2            |
| 8  | Магран (Magrane)             | 2            |
| 9  | Мих-Уанса (Mih Ouansa)       | 2            |
| 10 | Региба (Reguiba)             | 2            |
| 11 | Роббах (Robbah)              | 3            |
| 12 | Талеб-Ларби (Taleb Larbi)    | 3            |